# Parlement de Dole
Ne doit pas être confondu avec Parlement de Besançon.
Le parlement de Dole était le parlement du comté de Bourgogne (actuelle Franche-Comté), fixé dans la ville de Dole, alors capitale comtoise. Créé à la fin du XIVe siècle, il fut actif jusqu'en 1676, date de son transfert à Besançon. Il se tenait dans le palais du Parlement aujourd'hui disparu et situé à la place du marché couvert actuel sur la place Nationale. Il était l'institution la plus importante du comté de Bourgogne au-dessus des gouverneurs et des Etats de Franche-Comté.

## Histoire

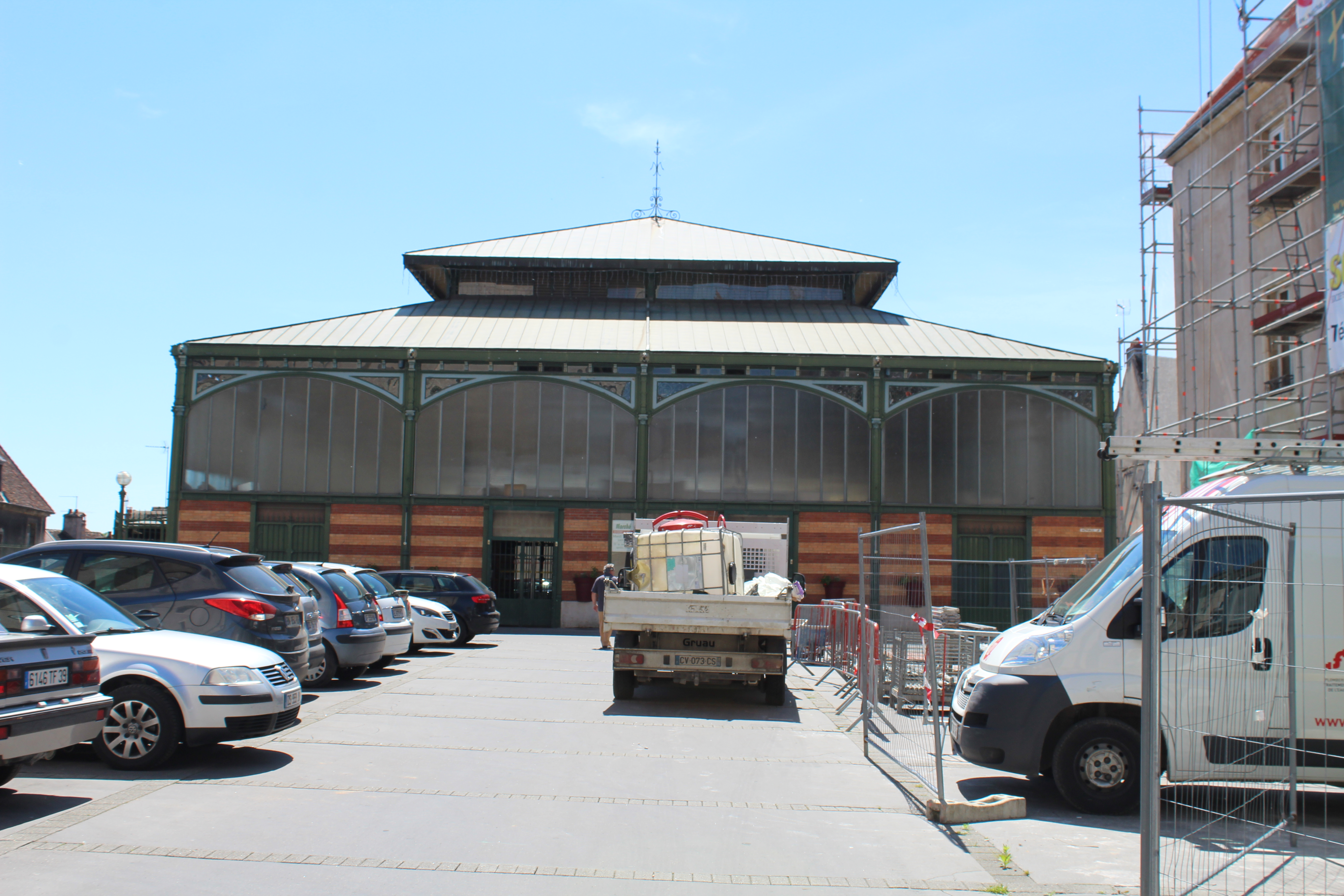
Emplacement de l'ancien Parlement de Dole aujourd'hui le marché couvert.

À partir de 1377, la duchesse de Bourgogne Marguerite Ire (1309-1382), puis son fils le comte Louis II (1330-1384), réunissent le parlement du comté de Bourgogne, jusqu'ici itinérant, à Dole.[réf. nécessaire]
En 1386, le duc de Bourgogne Philippe le Hardi (1342-1404), à la tête du comté de Bourgogne, depuis la mort de son beau-père Louis II de Flandre deux ans plus tôt, fixe le siège du parlement à Dole et confirme la ville comme capitale du comté.
En 1408, son fils Jean sans Peur (1371-1419), décide, sur les conseils de Guy Arménier, bailli d'Aval, de transférer, par ordonnance, le parlement à Besançon. Cependant, malgré les relances des Bisontins, la puissante opposition menée par le président Richard de Chancey, oblige le duc-comte à annuler le transfert[réf. nécessaire].
En 1420, son fils, Philippe le Bon, fait construire, sur l'actuelle place Nationale, un bâtiment digne de ce nom pour accueillir le parlement, et vient l'inaugurer solennellement, deux ans plus tard, avec 1 200 invités[réf. nécessaire].
En 1490, le roi de France Charles VIII, rétablit le parlement, transféré en 1479, à Salins, après le sac de Dole, ordonné par son père Louis XI, en réponse à la défaite infligée par les Dolois deux ans plus tôt[réf. nécessaire].
En 1668, les Espagnols, mécontents de la faible résistance des Comtois lors de la première conquête de la Franche-Comté, par le roi Louis XIV suppriment le parlement de Dole, puis nomment et installent des gouverneurs, à Besançon[réf. nécessaire].
En 1674, après sa seconde conquête de la Franche-Comté, Louis XIV rétablit le parlement de Dole, avant de le transférer définitivement, deux ans plus tard, à Besançon, nouvelle capitale de la Franche-Comté[réf. nécessaire].
Depuis 1883, l'emplacement du parlement est occupé par le marché couvert de la ville.

## Prérogatives

### Rôle et prérogatives
Le parlement est le tribunal suprême de la Franche-Comté. Il réglemente les justices inférieures et juge en dernière instance, des affaires criminelles, fiscales ou de droit civil provenant des différents bailliages. Seule la juridiction de Besançon échappe à ses compétences car elle est une ville libre d'empire. Ses appels sont portés à la chambre impériale de Spire.
Il administre la province ainsi que les municipalités. Les différents services publics font annuellement leurs rapports et viennent prendre les conseils et directives du parlement. Dépendent également de lui, la Saunerie de Salins et le Grand Gruyer responsable des forets comtoises.
Il surveille, contrôle et réglemente les affaires religieuses, économiques et militaires mais n'a pas de compétences en matière d’impôts. Cela dépend des Etats de Franche-Comté, comme également le prix du sel ou le droit des coutumes. Ces deux instances étaient régulièrement en rivalité.
Il intervient ainsi dans la répression de l'hérésie, la pêche, le commerce, l'entretien des routes ou le cour des monnaies.
il possède en théorie la compétence en matière diplomatique mais dans les faits le souverain avait généralement l’initiative et le dernier mot dans ce domaine.

### Conflits avec le gouverneur
Il est souvent en concurrence voir en rivalité avec le gouverneur de la Comté, qui lui siège à Gray., Jusqu'en 1600, les prérogatives de l'un et de l'autre ne sont pas claires et le pouvoir espagnol tranche dans le sens d'un équilibre entre les deux fonctions sans toutefois préciser les contours exacts. Le gouverneur est censé s'occuper des affaires militaires et du maintien de l'ordres. Mais l'un tente souvent d’interférer dans les affaires de l'autre.
Plusieurs crises éclatent entre le parlement et les gouverneurs et les conséquences en sont parfois dramatiques comme en 1668 ou les dissensions entre le parlement et le gouverneur Philippe de la Baume-Saint-Amour auront de graves répercussions sur la défense du territoire comtois pendant la guerre de dévolution. Aucune armée ne pourra être levée et le pays, sans défense véritable, sera conquis seulement en 15 jours. Durant tout le XVIIe siècle, Parlement et gouverneurs seront régulièrement en conflit.

## Fonctionnement

### Composition
L'institution se compose alors
- d'un chancelier,
- d'un président,
- de deux chevaliers,
- de onze conseillers,
- de deux avocats fiscaux,
- d'un procureur général et d'un substitut,
- d'un greffier,
- de quatre huissiers
- de deux maîtres des requêtes.

Elle est divisée en deux chambres.

### Déroulement
La plus grande partie du temps est attribuée à la justice. L'année parlementaire se déroule du 11 novembre (Saint-Martin) au 8 septembre (veille de la nativité Notre-Dame). Elle même divisée en 4 sessions interrompues par une séance d'arrêt solennel à l'occasion de vacances où de jours fériés. Chaque semaine compte deux journées d'audience : le lundi et le jeudi.
Chaque séance est réglée selon un cérémonial précis. Les séances plénières n'avaient lieu qu'en présence d'affaires judiciaires ou politiques d'importance.

### Le parlementaire

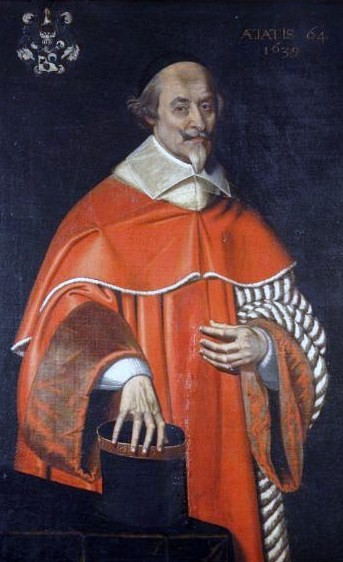
Tenue de président du parlement de Jean Boyvin.

Le membre du parlement porte une longue robe rouge et chaperon à l'antique sur le col. Le président directement nommé et choisi par le souverain porte lui un manteau d'hermine et le mortier. Pour devenir membre, le parlement propose au souverain une liste de trois candidats, dans laquelle il choisit le nouveau parlementaire. Le souverain peut lui même en proposer. Ils sont généralement recrutés parmi les magistrats des bailliages, les avocats les plus éminents ou les professeurs de l'université. Le parlementaire ne percevait ni gage ni émolument et devait résider obligatoirement à Dole.
Le candidat au poste de parlementaire doit remplir plusieurs conditions :
- Être catholique
- Être de mœurs irréprochables
- Ne pas avoir de parents au Parlement
- Ne pas obtenir sa charge grâce à l'argent
- Justifié de solides connaissances en droit par 7 années passées à l'université ou dans les tribunaux

L'historien Jean-François Solnon précise que ces exigences n'étaient pas toujours respectées. Il n'était pas officiellement non plus nécessaire d'être comtois, mais dans les faits cela était presque souvent le cas.

## Parlementaires comtois célèbres
- Thomas de Plaine (1444-1506)
- Mercurino Gattinara (1465-1530)
- Jean Lallemand (1470-1560)
- Nicolas Perrenot de Granvelle (1486-1560)
- François Bonvalot (v1495-1560)
- Guillaume de Poupet (1506-1583)
- Louis Gollut (1535-1585)
- Ferdinand de Rye (1550-1636)
- Jean Grivel (1560-1624)
- Jean Boyvin (1575-1650)
- Jean Girardot de Nozeroy,(1580-1651)
- Antoine Brun, (1599-1654)
- Jules Chifflet, (1615-1676)
- Jean de Watteville (1618-1702)
- Augustin Nicolas (1622-1695)

## Présidents du parlement de 1422 à 1676

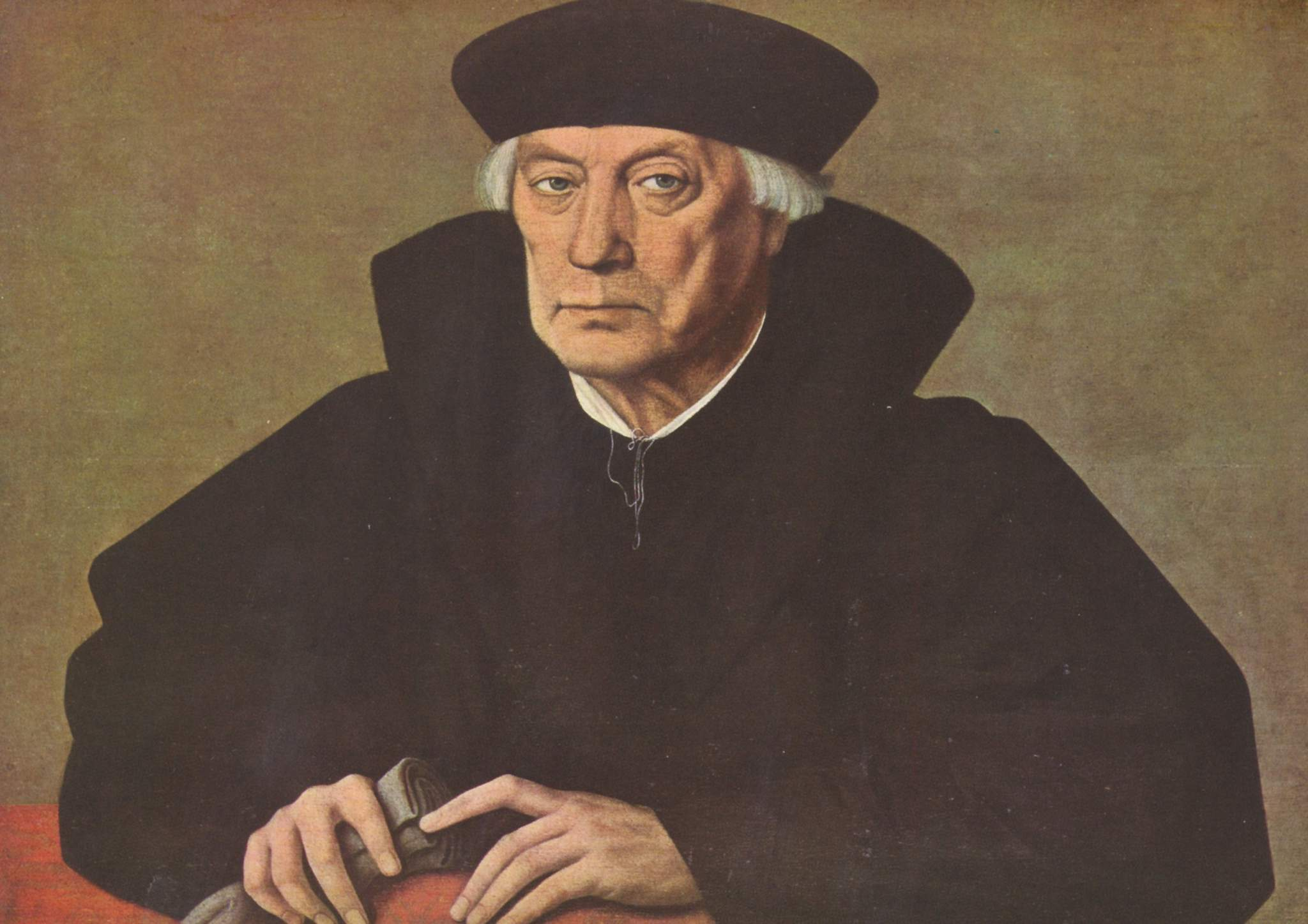
Le président Gattinara.

De 1422 à 1493, le parlement de Dole est associé au parlement de Bourgogne [Comment ?].
1. Gui Armenier (1422-1439)
2. Jean Armenier (1439-1453)
3. Etienne Armenier (1453-1454)
4. Gérard de Plaine (1454-1462)[9]
5. Jean Jouard d'Eschevannes (1462-1477)
6. Jean Jacquelin (1477-1484)
7. Thomas de Plaine (1484-1493)[10]
8. Jacques Buchot (1494-1498)
9. Jacques Gondrant (1498-1499)
10. Charles de la Porte (1500-1502)
11. Etienne de Thiard (1502-1507)
12. Mercurin d'Arbois de Gattinara (1508-1517)
13. Hugues Marmier (1517-1545)
14. Pierre des Barres (1545-1565)
15. Pierre Froissard de Seillières (1565-1575)
16. Claude Boutechoux (1576-1592)
17. Jean Froissard de Broissia (1592- 1595)
18. Claude Jacquinot (Janvier-septembre 1598)
19. Anatoile Galiot (1600-1604)
20. Jean-Adrien Thomassin (1605-1631)
21. Jean Boyvin (1639-1653)
22. Claude-François Lullier (1653-1660)
23. Antoine Michotey (1661-1664)
24. Jean-Jacques Bonvalot (1665-1667)
25. Claude Boyvin (17 au 25 juillet 1674)
26. Claude Jacquot par intérim (1674-1675)[11]
27. Jean-Ferdinand Jobelot (1675-1676) dernier président du parlement de Dole et le premier du parlement de Besançon[12]

À noter qu'il n'y a pas de président entre 1631 et 1639 et que le parlement fut suspendu par Louis XIV puis Madrid, de 1668 à 1674

## Liste des procureurs généraux du parlement de Dole (1500-1676)
1. 1500 : Guillaume Thiebaud
2. 1508 : Pierre de Vers
3. 1530 : Guillaume de Boisset
4. 1540 : Marin Benoist
5. 1569 : Henri Camus

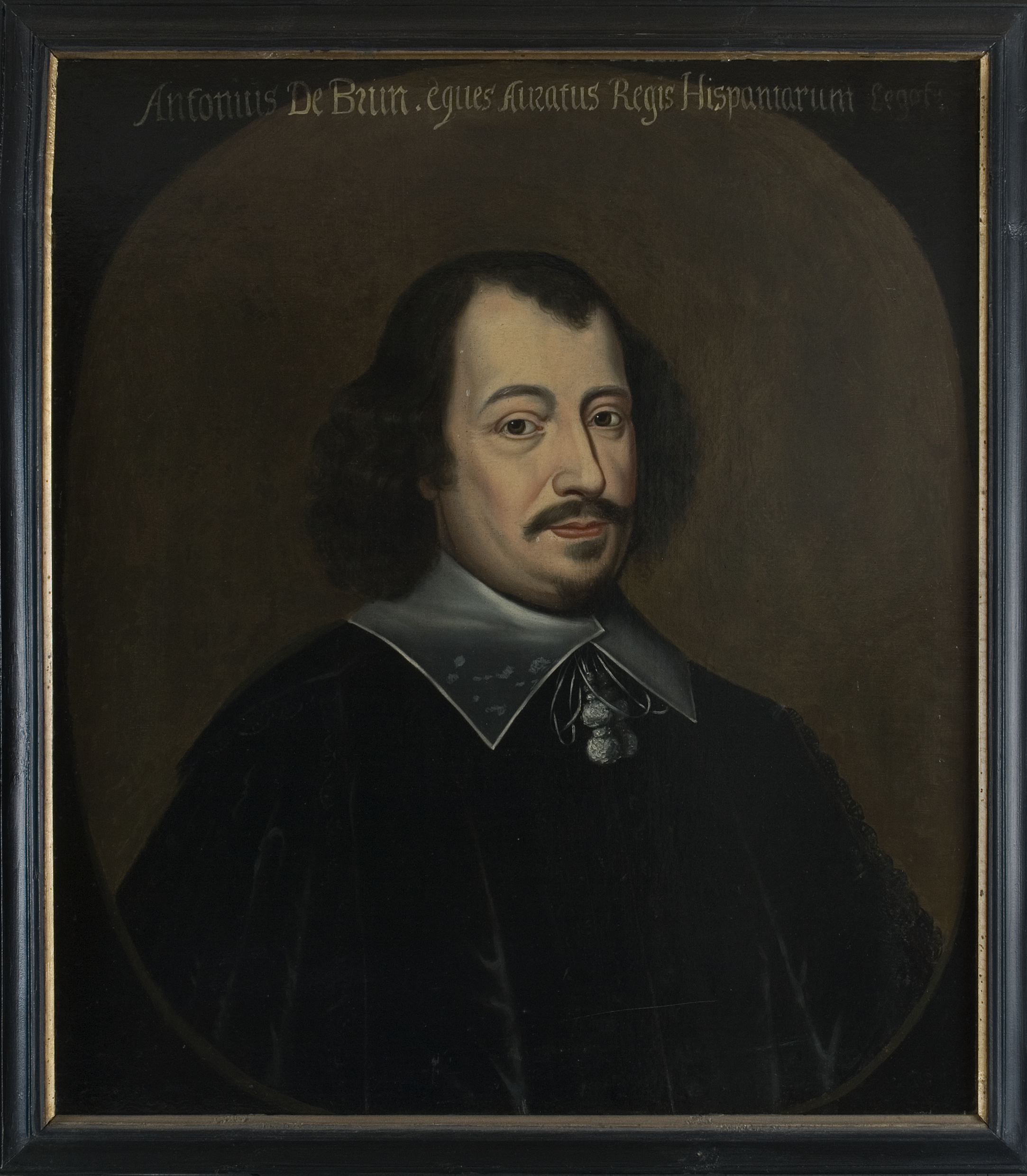
Antoine Brun

6. 1588 : Luc de Saint-Mauris d'Augerans
7. 1617 : Etienne Michotey
8. 1622 : François Mairot
9. 1627 : Claude Bassand
10. 1632 : Antoine Brun
11. 1646 : Jean-Simon Froissard
12. 1655 : Etienne Dagai
13. 1668 : Claude Reu

## Familles de parlementaires comtois
De 1386 à 1676, les grandes familles suivantes occupent les offices de conseiller et de président au parlement de Dole :
- Achey (d')
- Amondans (d')
- Arborio de Gattinara (olim Arbois)
- Barangier
- Barres (des)
- Bauffremont (de)
- Baulme-Montrevel (de LA)
- Belin Chasnée
- Benoît
- Bereur
- Bernard (d'Authume)
- Bigeot
- Boisset (de)
- Boitouset
- Bonnot
- Bonvalot de l'Étoile
- Bouhelier
- Bourrelier de Malpas
- Boutechoux de Chavanes
- Bouton (de Chamilly)
- Boyvin
- Briot
- Broch d'Hotelans
- Brun
- Buffot
- Buzon (de Champdivers)
- Camus (de Dole)
- Cecile
- Cervé
- Chaillot (de)
- Chalon
- Champ (du) (de Parthey & d'Assaut)
- Chap(p)uis (olim Chapuis, in Mesmay)
- Chaumont
- Chifflet
- Chupin
- Cise (de)
- Clément (d'Antorpe)
- Clerc (Le) (de Besançon)
- Clerc (de Neurey & de Francalmont)
- Clermont (de) (-Tonnerre)
- Colard
- Colin (de Valloreille)
- Courvoisier
- Dagay
- Denis
- Drouhot
- Duzin
- Emskerque (d')
- Fabri
- Faletans (de)
- Fauche de Domprel
- Florimond (de)
- Froissard de Bersaillin
- Froissard de Broissia
- Froment
- Gaillard
- Galliot
- Garnier de Faletans
- Gautiot (d'Ancier)
- Gillebert
- Girardot de Nozeroy
- Gollut
- Grammont (de)
- Grandjean
- Grivel (de)
- Grivelet
- Grusset
- Guillamier
- Guillet
- Hugon (d'Augicourt)
- Huot (d'Ambre)
- Jacquard (d'Annoires)
- Jacques
- Jaillon
- Jaquinot
- Jaquot d'Andelarre
- Jault
- Jeune (Le)
- Jobelot (de Montureux-les-Gray)
- Jouelle
- Laborey
- Lampinet
- La Porte (de)
- Lesmes (de)
- Loys
- Lulier
- Maire (Le) (de Poligny)
- Mantoche (de)
- Marenches (de)
- Mareschal (de Vezet, de Charentenay & de Sauvagney) (diff. Mesmay)
- Marmier (de)
- Matherot (de)
- Mathon
- Mayrot (de Mutigney)
- Menou (de)
- Merceret (de Mont)
- Mercey, voir Raclet (barons de Mercey)
- Mercier
- Mesmay (de)
- Meurgey
- Michotey
- Moine (Le)
- Monnier (de)
- Montfort-Taillant (de) (voir aussi Taillant de Montfort in Mesmay)
- Montfort-Ternier (de)
- Moréal
- Morel ((de))
- Mouchet de Battefort de Laubespin
- Moulin (du) (ou Dumoulin)
- Musy
- Oiselay (d')
- Patornay
- Pautelleret (Potelleret, AC de Gray)
- Perrenot (de Dole, in Mesmay) (voir aussi Pernot, de Vercel, in Mesmay)
- Perrenot de Grandvelle
- Perrin (de Saux)
- Pétremant
- Pétrey
- Philippe : Claude-Ambtroise Philippe (1614-1698) a été nommé premier président du parlement de Dole par le roi Charles II en récompense de ses services.
- Pierre
- Poitier (de)
- Poligny (de)
- Potots (des)
- Poutier de Saône
- Precipiano (de)
- Prevost (de Pelousey)
- Quingey (de)
- Raclet (barons de Mercey)
- Ramasson
- Reud
- Richard de Villersvaudey
- Richardot de Choisey
- Rosaret
- Sachault
- Saint-Maurice (de) (Montbarrey)
- Salives (de)
- Santans (de), voir aussi Terrier (-Santans)
- Seguin (de Jallerange)
- Sonnet (de)
- Terrier (-Santans)
- Thiard de Bissy
- Thiébaud
- Thomassin (de)
- Toitot (de)
- Tornand (ou Tornond)
- Tour-Jusseau (de LA)
- Tour-Saint-Quentin (Bourgeois de La)
- Tricornot (de)
- Valimbert (de)
- Vauchard
- Vaulchier (de)
- Veau (Le)
- Vienne (de)
- Vieux (Le)